# Hassleria majas
Hassleria majas là một loài bướm đêm thuộc phân họ Arctiinae, họ Erebidae.